# Виноградові
Виноградові, або виноградні, або ампелідеї (Vitáceae) — родина дводольних рослин з багатопелюстковим віночком, єдина у порядку виноградоцвітих (Vitales). Родина налічує 16 родів і понад 1000 видів з пантропічним і тепло-помірним поширенням. У флорі України є лише один аборигенний вид виноградових — виноград справжній (Vitis vinifera).
Чагарники (тільки в роді Leea зустрічаються деревоподібні форми) з вузлувато членистими, круглими, іноді сильно сплюсненими, часто дуже соковитими, переважно з пористої деревиною гілками, що лазять за допомогою вусів, протилежних листю (стебло не витке — у роду Leea і у багатьох бразильських степових видів з роду Cissus).
Прості, часто долонеподібні, з 3–5 лопатями, рідко перисті або багато перисті листки, часто з прилистками, мають черешок з потовщеною підставою і з'єднані зі стеблом за допомогою зчленування. Квіти зібрані у волоть або кільце, протилежно листю; одна або кілька гілок суцвіття перетворені на вуса або в утворення, середні між вусами і гілками суцвіття. Окремі правильні, переважно дрібні і непоказні, часто зелені квітки мають по 4 (у Cissus), по 5 (у Vitis) або по 4 і 5 (у Ampelopsis) частин в кожному кружку; крім того, вони переважно двостатеві, рідко багатодомні або однодомні. Дрібна чашечка цілокрая (у вигляді блюдця) або злегка 4–5-зубчаста; 4 або 5 пелюсток абсолютно вільні або з'єднані один з одним верхівками і при розкритті квітки відвалюються разом у вигляді шапочки (Vitis), або ж вони зрослися біля основи з пиляками, також зрослими в такому випадку в трубочку (Leea). У більшості ж сидять перед пелюстками 4–5 тичинок абсолютно вільні, причому між ними і зав'яззю знаходиться диск у вигляді пластинки, кільця або бокальчика, часто лопасного або залізистого.
Зав'язь дво- або багатогніздова, іноді з неповними перегородками; біля основи кожного гнізда по 1 або по 2 насіннєві бруньки; стовпчик короткий або зовсім нерозвинений, рильце булавоподібне, або пласке, або ж злегка лопатеве. Плід — ягода, 1–6-гніздова, в кожному гнізді з 1–2 насінням, часто ж всього 1–2-насіння. Насіння, оточені твердою, як кістка, оболонкою. що, містять хрящоподібний білок, а у його початку невеликий зародок.
Деякі ліани мають їстівні, але непридатні для переробки на вино ягоди.

## Роди
підродина Leeoideae
- Leea (syn. Aquilicia, Nalagu, Otillis, Sansovinia, Ticorea)

підродина Vitoideae
триба Ampelopsideae
- Ampelopsis
- Clematicissus
- Nekemias
- Rhoicissus

триба Cayratieae
- Acareosperma
- Afrocayratia
- Causonis
- Cayratia
- Cyphostemma
- Pseudocayratia
- Tetrastigma

триба Cisseae
- Cissus (syn. Pterocissus)

триба Parthenocisseae
- Parthenocissus (syn. Columella, Landukia)
- Yua

триба Viteae
- Ampelocissus (syn. Nothocissus, Pterisanthes)
- Vitis (syn. Muscadinia)

## Ресурси Інтернету
- Beschreibung der Familie in der Western Autralian Flora. [Архівовано 22 жовтня 2012 у Wayback Machine.] (englisch)
- Steckbrief beim Botanischen Garten Tübingen.
- Linkliste zu Bildern von Arten aus der Familie.